# Johann Georg Pertsch

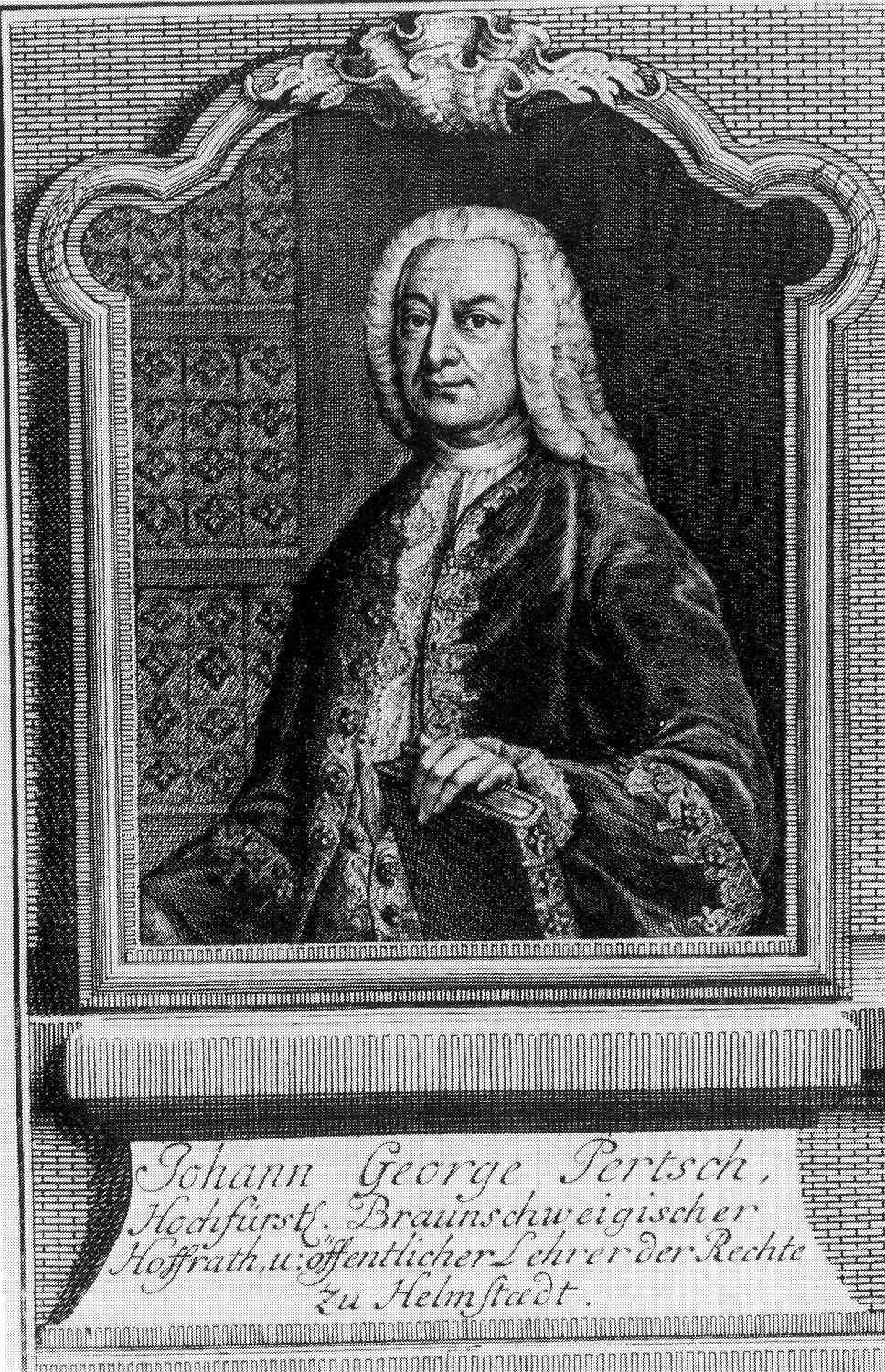
Johann Georg Pertsch

Johann Georg Pertsch (* 10. März 1694 in Wunsiedel; † 19. August 1754 in Helmstedt) war ein deutscher Jurist und Hochschullehrer an der Universität Helmstedt.

## Leben und Wirken
Johann Georg Pertsch, der Sohn eines Superintendenten, studierte ab 1713 Rechtswissenschaften und Philosophie in Halle. Zu seinen akademischen Lehrern gehörten unter anderem die Naturrechtler Christian Thomasius und Christian Wolff. Nach seiner Promotion (1716) nahm Pertsch zunächst eine praktische Tätigkeit als Regierungsadvokat in Gera und ab 1719 in Bayreuth auf.
1728 begann er seine Hochschullehrerlaufbahn an der Universität Jena, wo er Kirchenrecht lehrte. Da er in Jena keinen Lehrstuhl, sondern nur eine außerordentliche Professur erhielt, verließ er 1732 (?) die Universität und ging er als erster Syndikus nach Hildesheim. Pertsch vertrat die Stadt erfolgreich in zahlreichen Gerichtsprozessen.
1738 wurde er Assessor am Hofgericht Wolfenbüttel und erhielt 1743 einen Ruf auf eine ordentliche Rechtsprofessur an der Universität Helmstedt. Er lehrte zunächst Kirchenrecht und dann römisches Privatrecht.
Pertsch wurde in zeitgenössischen Fachkreisen vor allem für seine kirchenrechtlichen Forschungen geschätzt. Hervorzuheben ist dabei sein 1739 erschienenes Werk „Versuch einer Kirchen-Historie“. Mit seinem Fakultätskollegen Johann Konrad Sigismund Topp war Pertsch persönlich und fachlich sehr zerstritten. Der Wissenschaftlerstreit ist in zahlreichen gegenseitigen Beschwerdebriefen dokumentiert, die sich im Niedersächsischen Staatsarchiv Wolfenbüttel befinden.

## Werke (Auswahl)
- Commentatio iur. eccl. de crimine simoniae qua fata simonis et criminis ab eo commissi ex antiquitatibus ecclesiasticis eruuntur ... Neue Buchhandlung, Halle 1719. (Digitalisat)
- Das Recht Der Beicht-Stühle, Darinnen Der Ursprung und Fortgang der geheimen Beichte Aus denen Kirchen-Geschichten unpartheyisch gezeiget, und was dabey absonderlich unter denen Protestirenden gebräuchlich ist ... Neue Buchhandlung, Halle 1721. (Digitalisat)
- Dissertatio Ivridica De Involvcris Simoniae Detectis. Gruner, Halle 1739. (Digitalisat)
- Versuch einer Kirchen-Historie: So fern solche Als eine Einleitung zur geistliche Rechts-Gelahrtheit kann angesehen werden, Meisners, Wolfenbüttel 1739. (Digitalisat Band 1), (Band 2)
- Commentatio de origine beneficiorvm ecclesiasticorvm. Schnorr, Helmstedt 1752. (Digitalisat)
- Kurze Historie des canonischen und Kirchen-Rechts. Korn, Leipzig/Breslau 1753. (Digitalisat)